# Sierra de Utrera
La Sierra de la Utrera, también llamada Karst de la Utrera, es un macizo kárstico situado en el término municipal de Casares, en la provincia de Málaga, Andalucía, España. Se encuentra enclavada en un entorno de suaves colinas y llanuras. Tiene una altitud máxima de 354 m y está dividida en dos partes por un cañón denominado Canuto Grande.

## Estructura
Alberga más de cien cuevas, simas y abrigos, entre los que destacan la Cueva Vieja o Cueva de la Hedionda, la Sima de Pito Díaz o Hedionda II, la CRS.3 o Hedionda III, la Sima de los Baños, con un desnivel de más de 90 metros, y la Cueva del Gran Duque, situada en el Canuto Grande. También es notable el manantial de los Baños de la Hedionda, que aporta 60 l/s de agua sulfurosa.

## Historia
Cuenta en su interior con diversos yacimientos arqueológicos, la mayoría de ellos expoliados o  destruidos para sacar materiales para la construcción